# Oniel Fisher
Oniel David Fisher (Portmore, 22 de novembro 1991), é um futebolista jamaicano que atua como lateral. Atualmente, joga pelo Minnesota United.

## Títulos
Seattle Sounders FC
- MLS Cup: 2016